# Monte Zingla
Il Monte Zingla, detto comunemente Singla, Zingola o Montrì, è una montagna imponente delle Prealpi Bresciane e Gardesane alta 1.497 m.l.m. Situato nella "Foresta Regionale Gardesana Occidentale" di fronte al monte Spino, tra la Valle Sabbia e il lago di Garda, fa parte del territorio comunale di Gargnano  e sovrasta la Valle di Vesta e la Valle della Degagna.

## Geografia fisica
Fa parte del gruppo del Tombea-Manos ed è raggiungibile sia dall'abitato di Vobarno oppure dal Cavallino della Fobbia di Capovalle. Geologicamente la montagna poggia su un substrato di Dolomia, con isole a formazione calcarea.
Scrive Fausto Camerini: "La montagna, ben visibile dalle colline della Valtenesi, è punto di confine del Parco Alto Garda Bresciano. Si tratta di due cime: la SE 1496 m, la più alta, e la NW 1491 m, unite da una cresta erbosa (piccola madonnina all'interno d'una nicchia) intervallata da alcune roccette. Dalla cima W la dorsale scende a NW formando Cima Moltrino 1393 m per poi deviare ad W dove sorge il Cornone 1179 m. Dalla cima più elevata una bancata di rocce scende a S mentre la cresta continua a SW formando le elevazioni di Punta Basacul 1277 m, Dosso di Mezzo 1162 m e Cima Zolver 996 m.
Italianizzato in Monte Zingola nella carta topografica della Provincia di Brescia del 1826, il nome identifica, nel dialetto locale, un evidente e complesso monte roccioso. Poco appariscente da N, è invece particolarmente suggestivo il suo fianco W che scende verso V. Degagna come fosse una gigantesca scala con migliaia di gradini rocciosi affioranti dai ripidi pendii erbosi. Il panorama che s'ammira dalla cima è vastissimo e abbraccia oltre ai vicini Monti del Garda e i Laghi di Garda e Valvestino, il massiccio dell'Adamello e della Presanella, il Monte Rosa, la pianura e gli Appennini. Sicuramente salita nell'antichità da cacciatori. 1ª asc. nota: Francesco "Nino" Coppellotti e Paolino Tonelli dal Prato della Noce e discesa a Eno, il 14 gennaio 1906 (RM 1906,125 e Acb)". 
Dal punto di vista della vegetazione la montagna è ammantata da una densissima formazione forestale che da molti decenni è stata lasciata al suo libero sviluppo, composta dalle specie più tipiche della fascia prealpina. Lungo i versanti esposti a nord, a bassa quota, e negli impluvi, prevalgono l’Acero campestre e l’Acero montano, il Frassino maggiore ed il Tiglio; man mano che ci si avvicina al crinale prevalgono invece le specie tipiche della faggeta, con Faggio, Pino silvestre e Carpino nero. Al contrario, il versante esposto a sud, più soleggiato ed arido, è rappresentato per la gran parte da boschi di Carpino nero, Orniello, Roverella, spesso in formazioni miste con Pino silvestre. Floristicamente la zona è caratterizzata dalla presenza di diverse rarità ed endemismi quali: il Giglio dorato (Hemerocallis lilio-asphodelus), la Scabiosa vestina, l’Athamantha vestina e l’Euphrasia vestinensis. Anche la fauna che popola la Valle di Vesta è ricca e differenziata. Tra la fauna maggiore si annoverano specie quali il Cervo, il Capriolo, ed il Camoscio; sono, inoltre, presenti il Gallo cedrone ed il Gallo forcello, il Francolino di monte ed il Gufo reale, nonché una coppia di Aquila reale nidificante; tra la fauna invertebrata, invece, è interessante la presenza di un piccolo coleottero troglobio, Boldoria vestae, endemico delle Val vestino e Valle Sabbia.

## Origine del nome

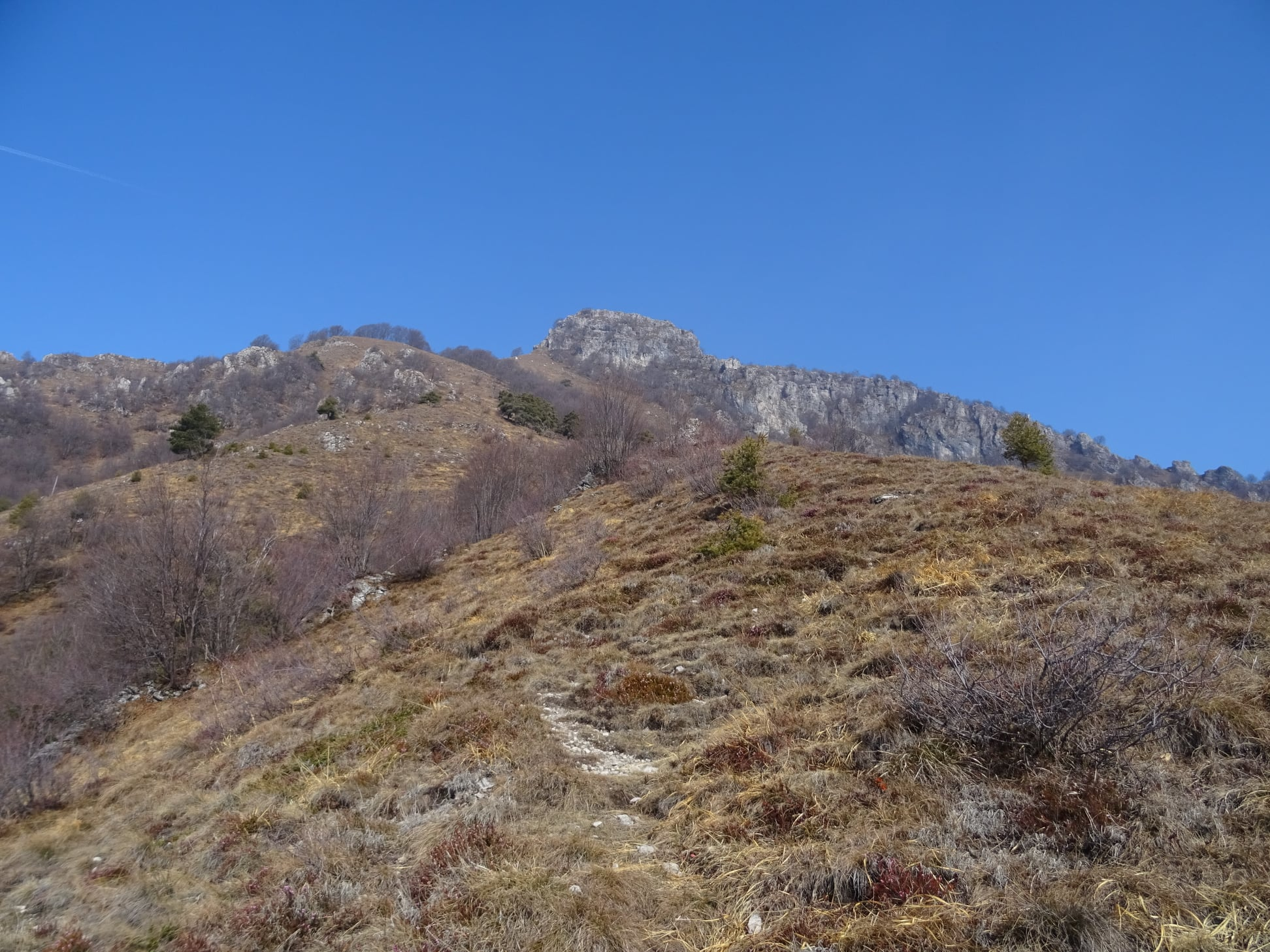
Il monte Zingla

Il toponimo deriverebbe, secondo alcuni, dal latino "cingulum" che significa cintura o cingolo e identificherebbe così una striscia di terra che contorna una rupe o una cengia o ancora un ripiano erboso fra i dirupi. Dello stesso significato sono il monte Cingla a Valvestino, il monte Cingolo Rosso, Cima Cingla in Val di Ledro alta 1655 m. e La Cingla nel comune di Caderzone Terme nel Parco dell'Adamello-Brenta sempre nel Trentino sud occidentale. Secondo Donato Fossati il monte è chiamato pure Montrì, da "mons trinum", monte a tre punte o vette, come è di fatto.

## Natura

### L'area wilderness della Valle di Vesta

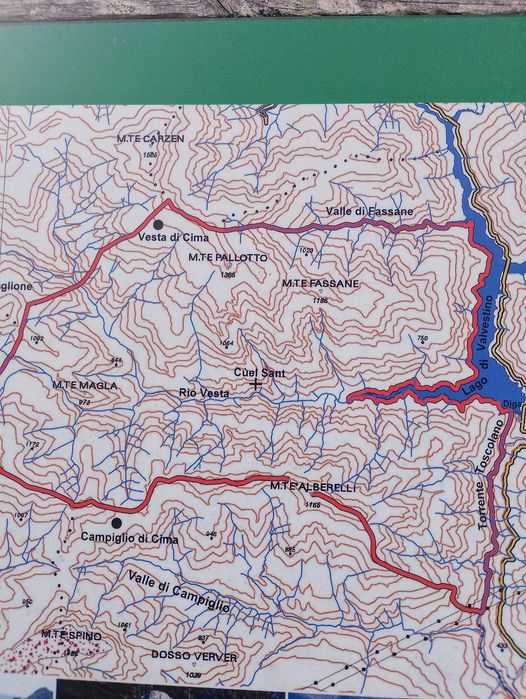
Mappa dell'area wilderness della Valle di Vesta

L'area wilderness occupa una superficie di 1525 ettari all'interno della Foresta di Lombardia "Gardesana Occidentale" e del Parco Alto Garda Bresciano, dalla quota minima di 503 m s.l.m. (lago artificiale) a quella massima di 1496 m (Monte Zingla).
Le tracce di sentiero che si inoltrano nella valle e quelle che percorrono le creste sono praticabili unicamente a piedi, e per le loro caratteristiche richiedono adeguata esperienza escursionistica e capacità di orientamento. Gli accessi principali avvengono con partenza da Campiglio di Cima, dal Dosso Corpaglione, da Molino di Bollone e da Vesta di Cima. Punti panoramici di interesse sono il Monte Zingla, il Monte Pallotto e il Monte Alberelli.
Il concetto di "wilderness": si definisce "wilderness" uno spazio autenticamente selvaggio, privo di strade e costruzioni.
È un concetto di conservazione di origine americana, attraverso il quale si intendono salvaguardare le porzioni residue di territori non antropizzati del mondo. I suoi ideatori furono alcuni uomini di scienza tra i quali Henry David Thoreau, John Muir, Aldo Leopold e Robert Marshall. In Italia questo concetto è stato introdotto dall'Associazione Italiana per la Wilderness. Thoreau, autore del celebre libro "Walden, ovvero Vita nei boschi", scrisse: "Nello stesso tempo che sinceramente desideriamo conoscere ed esplorare ogni cosa, noi chiediamo che queste siano misteriose e inesplorabili, che terra e mare siano infinitamente selvaggi, non sorvegliati né sondati da noi perché impenetrabili. Non possiamo mai avere abbastanza della natura...". La val di Vesta propone contesti di una natura autentica e severa e, per la morfologia e le caratteristiche del paesaggio, favorisce l'esperienza del concetto originario di wilderness: "La natura selvaggia è sia una condizione geografica sia uno stato d'animo". Caratteristiche dell'area: si tratta di una tra le valli prealpine più selvagge. E' percorsa da un torrente che si immette nel lago artificiale di Valvestino, gestito dall'ENEL, del quale forma un suggestivo fiordo della lunghezza di circa un chilometro e mezzo. La costruzione della diga, avvenuta nel 1962, ha determinato l'isolamento della zona. I versanti della valle sono coperti da formazioni forestali che si evolvono liberamente, e che accolgono tutte le principali specie della fascia prealpina. Particolarmente ricca è anche la componente floristica, nella quale sono comprese specie endemiche quali Scabiosa vestina, Athamantha vestina, Euphrasia vestinensis, Telekia speciosissima, Hemerocallis lilio-asphodelus. Tra gli animali presenti si citano il gambero d'acqua dolce, l'ululone dal ventre giallo, l'aquila reale, il gallo forcello, il gallo cedrone, il camoscio, il cervo e il capriolo. All'interno del Cuel Sant, il più celebre tra gli antri rocciosi della valle, è stato scoperto un piccolo coleottero endemico chiamato Boldoria vestae. Si tratta dell'unica zona in Lombardia ufficialmente riconosciuta in possesso dei requisiti di area wilderness, e anche la prima designata all'interno di un parco naturale.

### La pratica delle carbonaie
Sui pendii orientali del monte, di pertinenza del comune di Gargnano, sono presenti numerose e antiche aie carbonili simbolo di una professione ormai scomparsa da decenni. Quella della carbonaia, pojat in dialetto locale,  era una tecnica molto usata in passato in gran parte del territorio alpino, subalpino e appenninico, per trasformare la legna, preferibilmente di faggio, ma anche di abete, carpino, larice, frassino, castagno, cerro, pino e pino mugo, in carbone vegetale.  I gargnanesi e i valvestinesi erano considerati degli esperti carbonai, carbonèr così venivano chiamati, come risulta anche dagli scritti di Cesare Battisti. I primi documenti relativi a questa professione risalgono al XVII secolo, quando uomini di Val Vestino richiedevano alle autorità della Serenissima i permessi sanitari per potersi recare a Firenze e a Venezia. Essi esercitarono il loro lavoro non solo in Italia ma anche nei territori dell'ex impero austro-ungarico, in special modo in Bosnia Erzegovina, e negli Stati Uniti d'America di fine Ottocento a Syracuse-Solvay.
Nonostante questa tecnica abbia subito piccoli cambiamenti nel corso dei secoli, la carbonaia ha sempre mantenuto una forma di montagnola conica, formata da un camino centrale e altri cunicoli di sfogo laterali, usati con lo scopo di regolare il tiraggio dell'aria. Il procedimento di produzione del carbone sfrutta una combustione imperfetta del legno, che avviene in condizioni di scarsa ossigenazione per 13 o 14 giorni.
Queste piccole aie, dette localmente ajal, jal o gial,  erano disseminate nei boschi a distanze abbastanza regolari e collegate da fitte reti di sentieri. Dovevano trovarsi lontane da correnti d'aria ed essere costituite da un terreno sabbioso e permeabile. Molto spesso, visto il terreno scosceso dei boschi, erano sostenute da muri a secco in pietra e nei pressi il carbonaio vi costruiva una capanna di legno per riparo a sé e alla famiglia. In queste piazzole si ritrovano ancor oggi dei piccoli pezzi di legna ancora carbonizzata. Esse venivano ripulite accuratamente durante la preparazione del legname. 
A cottura ultimata si iniziava la fase della scarbonizzazione che richiedeva 1-2 giorni di lavoro. Per prima cosa si doveva raffreddare il carbone con numerose palate di terra. Si procedeva quindi all'estrazione spegnendo con l'acqua eventuali braci rimaste accese. La qualità del carbone ottenuto variava a seconda della bravura ed esperienza del carbonaio, ma anche dal legname usato. Il carbone di ottima qualità doveva "cantare bene", cioè fare un bel rumore. Infine il carbone, quando era ben raffreddato, veniva insaccato e trasportato dai mulattieri verso la Riviera del Garda per essere venduto ai committenti. Di questo carbone si faceva uso sia domestico che industriale e la pratica cadde in disuso in Valle poco dopo la seconda guerra mondiale soppiantato dall'uso dell'energia elettrica, del gasolio e suoi derivati.